# Мостовая (Режевской городской округ)
Мостова́я — деревня в Режевском городском округе Свердловской области России.

## География
Деревня Мостовая муниципального образования «Режевского городского округа» расположена в 27 километрах (по автотрассе в 32 километрах) к северо-западу от города Реж , вблизи истока реки Мостовка (левого приток реки Бобровка, бассейна реки Реж). Деревня расположена недалеко от лечебницы «Липовка», знаменитой радоновыми водами.

## История
Первое упоминание в записях датируется приблизительно 1722 годом. Основателями деревни считается род крестьян Шаманаевых, перешедших на новое место жительства из села Черемисское этого же района. 

## Население
| 2002 | 2010 |
| ---- | ---- |
| 39   | ↗44  |

Летом основной контингент составляют дачники из Екатеринбурга и Режа.